# أمل الفاران
أمل ناصر الفاران (ديسمبر 1972) قاصة، وروائية، وكاتبة سيناريو سعودية. عملت في بداية مسيرتها المهنية في مجال التدريس، حيث شغلت مناصب تعليمية وإدارية، ثم عملت في مجال الكتابة، فكتبت للعديد من الجرائد من بينها جريدتي «الجزيرة» و«الشرق»، وفي شتى المواضيع كالثقافة، وقضايا المرأة، والأدب. نُشرت لها ثلاث روايات، ومجموعتين قصصيتين، والعديد من القصص القصيرة. وترشحت الفاران لجائزتين ادبيتين من دولة الإمارات العربية المتحدة، هي جائزة الشارقة للإبداع العربي عن رواية ”روحها الموشومة به“ عام 2004، وجائزة الشيخ زايد للكتاب عن رواية ”غواصو الأحقاف“ عام 2019.

## التعليم
حصلت الفاران على درجة البكالوريوس في التربية تخصص لغة عربية من كلية التربية للبنات في محافظة وادي الدواسر.

## سيرتها المهنية
عملت الفاران في مجال التعليم لمدة 20 عاماً، فعملت مُعلِّمة في وزارة التربية والتعليم والتعليم في السعودية حيث درّست طالبات من المراحل الإبتدائية والمتوسطة والثانوية. وتقاعدت بعدها بفترة، ثم تولت مناصب إدارية وإشرافية، من بينها قيادة مركز حي متعلم في مدينة السليل، وذلك لمدة عامين.
كما عملت في مجال الكتابة الأدبية، فكتبت لجريدة «الجزيرة» السعودية لمدة عامين، تحديداً منذ عام 1998 حتى 2000، وتولت كتابة العمود الثقافي في الجريدة. وكتبت الفاران مقالات حول قضايا المرأة في ضوء القرآن الكريم ونُشرت في جريدة «الشرق». ونُشر البعض من قصصها القصيرة في جريدتي «الحياة» و«الشرق»، وبعضها الآخر في موقعها الرسمي. بالإضافة إلى إن لديها كتابات في مواقع إلكترونية وأدبية، كمنتدى «شظايا أدبية» و«جسد الثقافة». تعتبر المجموعة القصصية ”وحدي في البيت“ أولى انتاجاتها أدبية، تعقبها رواية ”روحها الموشومة به“ وهو أول رواية اصدرت لها، ثم روايتي ”كائنات من طرب“ و”غواصو الأحقاف“، وأخيراً المجموعة القصصية ”الفتاة التي لم تعد تكبر في ألبوم الصور“. امتازت مجموعاتها القصصية بتقنية تعدد الشخصيات، والتي تنم عن موهبة أصيلة لدى الكاتبة السعودية. وعلى الرغم من تعدد الشخصيات، تمكنت الفاران من تفادي تشويش القارئ وإرباكه عن طريق إنتاج المجموعة القصصية في حجم متوسط. بالإضافة إلى أنها تعمد إلى الاستعانة بكنية الشخصيات، كالأب والأم، بدلاً من استخدام اسم الشخصية نفسها بشكل متكرر طوال الرواية. فمثلاً في ثالث مجموعتها القصصية ”كائنات من طرب“، لقبت الفاران إحدى شخصياتها بـ«أبو شافي»، وبقي اسمه الحقيقي مجهولًا في القصة، وانطبقت نفس هذه التقنية على شخصية «أم شافي». ومن الصعوبات التي واجهتها الفاران في كتاباتها هو وصفها للرقص والكائنات التي خُلقت للصحراء أو العكس تحديداً نظراً لأنه تطلب الكثير من القراءة والبحث والإستفسار. تأمل الفاران في المستقبل أن تؤلف عملاً يدور أحداثه في حقبة ما قبل غواصي الأحقاف أو ما بعدها.
وشاركت الفاران في بعض الأمسيات القصصية والأنشطة الثقافية، من بينها أمسية قصصية نظمتها الجمعية العربية السعودية للثقافة والفنون. كما كانت من ضمن المشاركين في منشط ندوة الكتاب الإلكترونية الذي عقده مجلس شما محمد للفكر والمعرفة ضمن فعاليات شهر الثقافة الخليجية. ونظراً لأن الندوة استهدفت ثقافة المملكة العربية السعودية، دعت الشيخة الدكتورة شما بنت محمد بن خالد آل نهيان الكاتبة السعودية، أمل الفاران، لمناقشة روايتها ”غواصو الأحقاف“. ومن بين المواضيع التي تمت مناقشتها في الندوة هي لغة الرواية الثرية التي امتازت بكلماتها القليلة الاستخدام في اللغة العربية المتداولة حالياً.

## مؤلفاتها

### روايات
- ”روحها الموشومة به“، دائرة الثقافة والإعلام، الشارقة، 2004.
- ”كائنات من طرب“، دار الآداب اللبنانية، بيروت، 2008. استغرقت الفاران ستة أعوام للإنتهاء من كتابة هذه الرواية، حيث غيرت فيها كل شيء تقريباً بدءاً من العنوان حتى كلمتها الأخيرة.[4]
- ”غواصو الأحقاف“، دار جداول للنشر والترجمة والتوزيع، بيروت، 2016. تشابه موقع الرواية بالبيئة التي ترعرعت فيها الكاتبة، ألا وهي الصحراء، واستقت منها معلومات وفيرة لبناء أحداث الرواية، بالإضافة إلى إنها استعانت بأحوال أسرتها ومن حولها بهدف تقديم للقارئ رواية بعبق الصحراء والبخور والعطر التي كانت أم الفاران تصنعها. يعود تاريخ أحداث الرواية إلى زمن تأسيس المملكة العربية السعودية، جيث جسّدت التحديات التي واجهتها المرأة السعودية الصامدة المجابهة أمام كل الظروف التي وقفت في طريقها.[6]
- «حُجرة»، رواية قصيرة صدرت عن دار أثر، 2021.[7]

### مجموعات قصصية
- ”وحدي في البيت“، 1999.
- ”الفتاة التي لم تعد تكبر في ألبوم الصور“، دار أثر  للنشر والتوزيع، الدمام، 2019.[8]

### قصص قصيرة
- ”أسبوع سالم“ (المجلة الثقافية)، جريدة الجزيرة، الرياض، 2005. تسرد الفاران قصة حقيقة لشاب يُدعى سالم تاه لمدة في الصحراء حتى توفاه الله. ومن خلال هذه القصة، تعكس الفاران الممارسات المجتمعية غير الإنسانية تجاه الفرد في مواقف مشابهة. وأشارت إلى أن سبب موت سالم الحقيقي يعود إلى اختلاق المجتمع لسير غير منطقية لحياة سالم التي كانت في الظل قبل أن يقرر المجتمع الخوض فيها بعد اختفائه.[9]
- ”غبار وردي“، مايو 23، 2017.
- ”مهمة رسمية“، أغسطس 24، 2017.
- ”بنت“، ديسمبر 7، 2017.
- ”تسعة أسباب لفشل مشروع أم فهد“، بناير 7، 2018.
- ”تهجد“، أبريل 23، 2018.
- ”اثنان“، مايو 4، 2019.
- ”آدم ومشعا“، أغسطس 29، 2019.
- ”فنيس“، سبتمبر 8، 2019.
- ”الجريمة الكاملة“، نوفمبر 4، 2019.
- ”للبيع، موت بسعر التكلفة“، مارس 7، 2020.

## كتابة السيناريو
كتبت قصة وسيناريو وحوار مسلسل (الزاهرية: كثبان العطر) 2022م.

## جوائز
- حصلت على المركز الثاني في جائزة الشارقة للإبداع العربي عن رواية ”روحها الموشومة به“، 2004.[1]
- وصلت إلى القائمة القصيرة في جائزة الشيخ زايد للكتاب عن رواية ”غواصو الأحقاف“ في دورتها الثالثة عشرة، الإمارات العربية المتحدة، 2018-2019.[1][10]